# 星名秦
星名 秦（ほしな しん、1904年5月20日 - 1977年9月26日）は、日本の元ラグビー選手で指導者。京都大学ラグビー部出身。元同志社大学工学部長、元同大学学長。

## 略歴・人物
米国テキサス州ヒューストンで星名謙一郎・ヒサの長男として生まれる。京都一中、第三高等学校、京都帝国大学工学部出身で、ラグビー部に所属していた。1928年に同大学ラグビー部が東西学生ラグビーフットボール対抗王座決定戦で早稲田大学を破って、全国制覇したときのキャプテン。ポジションはCTBで、たくみなサイドステップやカット・スルーで活躍した。
1928年大学卒業後は南満州鉄道に技術者として勤務していたが、終戦によって職を失い、1947年に満州から帰国、その後は同志社大学工学部の教授となり、同大学ラグビー部を指導した。当時の教え子に元日本代表監督岡仁詩などがいる。1960年に京都大学ラグビー部の監督に就任。京都大学ラグビー部元監督の市口順亮など、多くの名選手を育てた。
星名のラグビー理論は、「星名ラグビー」と呼ばれ、オーストラリアやニュージーランドなどの最先端のラグビー理論の原著を自ら翻訳し、積極的に取り入れて日本のラグビーを一気に近代化させた。その理論は教え子である岡や市口だけでなく、早稲田大学の名将、大西鉄之祐など、ラグビーの黄金期を支える世代に大きな影響を与え、日本の近代ラグビーの発展に貢献した。

## エピソード
- 星名が同志社大学の学長への就任が決まった時、新聞記者たちのインタビュー申し込みに対して電話口で、「学長就任の抱負など特にない。ラグビーの話ならする」と答えたという。星名のラグビーに対する愛情を表すエピソードである[1]。